# Santino Fontana
Santino Fontana (Stockton, 21 marzo 1982) è un attore, doppiatore e cantante statunitense di origini italiane. È noto soprattutto come interprete di musical e opere di prosa a Broadway, ma anche per aver dato la voce al Principe Hans nel film d'animazione Frozen - Il regno di ghiaccio e per il suo ruolo di Greg Serrano nella serie tv Crazy Ex-Girlfriend. Nel 2019 ha vinto il Tony Award al miglior attore protagonista in un musical per Tootsie.

## Biografia
Debutta a Broadway nel 2007 con il musical Sunday in the Park with George e l'anno successivo interpreta Tony Elliot nella produzione originale di Broadway di Billy Elliot the musical. Nel 2009 recita nella commedia Brighton Beach Memoirs, per cui vince il Drama Desk al miglior attore non protagonista in uno spettacolo. Nel 2013 interpreta il principe Topher nel musical Cinderella e doppia il principe Hans in Frozen - Il regno di ghiaccio; per la sua performance come Topher viene nominato al Tony Award al miglior attore protagonista in un musical. Nel 2019 torna a Broadway in un adattamento musicale di Tootsie, nel ruolo che fu di Dustin Hoffman, e per la sua interpretazione ha vinto il Tony Award.
Fontana è apparso anche in alcune serie televisive, tra cui Crazy Ex-Girlfriend,Royal Pains e The Good Wife. Nel 2016 ha un ruolo ricorrente in Shades of Blue.
Nel 2015, ha sposato l'attrice Jessica Hershberg dalla quale ha avuto una figlia, Grace (2019).

## Filmografia

### Attore

#### Cinema
- Jack Ryan - L'iniziazione (Jack Ryan: Shadow Recruit), regia di Kenneth Branagh (2014)
- Le sorelle perfette (Sisters), regia di Jason Moore (2015)
- Vuoi cucinare con me? (Off the Menu), regia di Jay Silverman (2018)

#### Televisione
- The Good Wife – serie TV, 1 episodio (2010)
- Nurse Jackie - Terapia d'urto (Nurse Jackie) – serie TV, 1 episodio (2011)
- Royal Pains – serie TV, 1 episodio (2012)
- A Gifted Man – serie TV, 1 episodio (2012)
- Made in Jersey – serie TV, 1 episodio (2012)
- Mozart in the Jungle – serie TV, 4 episodi (2014-2018)
- Crazy Ex-Girlfriend – serie TV, 22 episodi (2015-2016)
- Shades of Blue – serie TV, 10 episodi (2016)
- BrainDead - Alieni a Washington (BrainDead) – serie TV, 1 episodio (2016)
- Fosse/Verdon – serie TV, 1 episodio (2019)
- Evil – serie TV, episodio 4x09 (2024)

### Doppiatore
- Frozen - Il regno di ghiaccio (Frozen), regia di Chris Buck e Jennifer Lee (2013)
- Frozen Fever, regia di Chris Buck e Jennifer Lee (2015)
- Frozen II - Il segreto di Arendelle (Frozen II), regia di Chris Buck e Jennifer Lee (2019)

## Teatro (parziale)
- Sei gradi di separazione di John Guare. Guthrie Theatre di Minneapolis (2003)
- Morte di un commesso viaggiatore di Arthur Miller. Guthrie Theatre di Minneapolis e Gaiety Theatre di Dublino (2004)
- Come vi piace di William Shakespeare. Guthrie Theatre di Minneapolis (2004)
- Pene d'amor perdute di William Shakespeare. Guthrie Theatre di Minneapolis (2004)
- Amleto di William Shakespeare. Guthrie Theatre di Minneapolis (2006)
- Sunday in the Park with George di Stephen Sondheim e James Lapine. Studio 54 di Broadway (2008)
- Billy Elliot the Musical di Elton John e Lee Hall. Imperial Theatre di Broadway (2008)
- Brighton Beach Memoirs di Neil Simon. Nederlander Theatre di Broadway (2009)
- Uno sguardo dal ponte di Arthur Miller. Cort Theatre di Broadway (2010)
- L'importanza di chiamarsi Ernesto di Oscar Wilde. American Airlines Theatre di Broadway (2011)
- Sons of the Prophet di Stephen Karam. Laura Pels Theatre dell'Off-Broadway (2011)
- She Loves Me di Sheldon Harnick, Joe Masteroff e Jerry Bock. Venetian Theatre di Katonath (2013)
- Cinderella di Douglas Carter Beane, Rodgers e Hammerstein. Broadway Theatre di Broadway (2013)
- Act One di James Lapine. Lincoln Center di Broadway (2014)
- 1776 di Sherman Edwards e Peter Stone. New York City Center di New York (2016)
- Hello, Dolly! di Jerry Herman e Michael Stewart. Shubert Theatre di Broadway (2018)
- Tootise di Robert Horn e David Yazbek. Marquis Theatre di Broadway (2019)
- Anyone Can Whistle di Stephen Sondheim e Arthur Laurents.  New York City Center di New York (2022)
- A Man of No Importance di Stephen Flaherty, Lynn Ahrens e Terrence McNally. Classic Stage Company dell'Off-Broadway (2022)
- I Can Get It for You Wholesale di Harold Rome e Jerome Weidman. Classic Stage Company dell'Off-Broadway (2023)

## Doppiatori italiani
Nelle versioni in italiano delle opere in cui ha recitato, Santino Fontana è stato doppiato da:
- Stefano Brusa in The Good Wife
- Gabriele Lopez in Crazy Ex-Girlfriend
- Massimo Triggiani ne La fantastica signora Maisel
- David Chevalier in Grotesquerie

Da doppiatore è stato sostituito da:
- Giuseppe Russo in Frozen - Il regno di ghiaccio, Frozen Fever, Frozen II - Il segreto di Arendelle

## Riconoscimenti
- Tony Award
  - 2013 – Candidatura al miglior attore protagonista in un musical per Cinderella
  - 2019 – Miglior attore protagonista in un musical per Tootsie
- Drama Desk Award
  - 2010 – Candidatura al miglior attore non protagonista in un'opera teatrale per Brighton Beach Memoirs
  - 2011 – Candidatura al miglior attore in un'opera teatrale per Sons of the Prophet
  - 2019 – Miglior attore in un musical per Tootsie
- Drama League Award
  - 2011 – Candidatura alla miglior performance per Sons of the Prophet
  - 2019 – Candidatura alla miglior performance per Tootsie
- Lucille Lortel Award
  - 2012 – Miglior attore protagonista per Sons of the Prophet
- Outer Critics Circle Award
  - 2012 – Candidatura al miglior attore in un'opera teatrale per Sons of the Prophet
  - 2013 – Candidatura al miglior attore in un musical per Cinderella
  - 2019 – Miglior attore in un musical per Tootsie
- Obie Award
  - 2012 – Miglior performance per Sons of the Prophet